# Cifoescoliosis
La cifoescoliosis es una enfermedad en la que la columna vertebral presenta una curvatura anormal, vista tanto desde un plano frontal como desde uno sagital. Es una combinación de la cifosis y la escoliosis.

## Tratamiento
- Los aparatos ortopédicos para espaldas pueden controlar deformidades moderadas.
- En Alemania existe un tratamiento estándar para la cifoescoliosis, que además sirve para la escoliosis y la cifosis, conocido como el método de Schroth de terapia física.[1]
- En algunos casos se intenta corregir o reducir el crecimiento de la patología mediante cirugías.
- Los pacientes de hipoxemia que además padecen esta enfermedad pueden necesitar oxígeno extra. Ventilación mecánica no invasiva (VMNI)